# N826 (België)
De N826 is een gewestweg in de Belgische provincie Luxemburg. Deze weg vormt de verbinding tussen Houffalize (N30) en Recogne (N40).
De totale lengte van de N826 bedraagt ongeveer 43 kilometer.

## Plaatsen langs de N826
- Houffalize
- Mabompré
- Compogne
- Bertogne
- Givroulle
- Sprimont
- Amberloup
- Bonnerue
- Jenneville
- Moircy
- Freux
- Séviscourt
- Libramont
- Recogne

## N826a
De N826a is een verbindingsweg tussen de N826 en de N89 in Libramont. De 1,6 kilometer lange route gaat over de Rue de Tibêtême en gaat met een smal viaduct onder de spoorlijn 165 door.